# Palazzo Cenci Maccarani di Brazzà

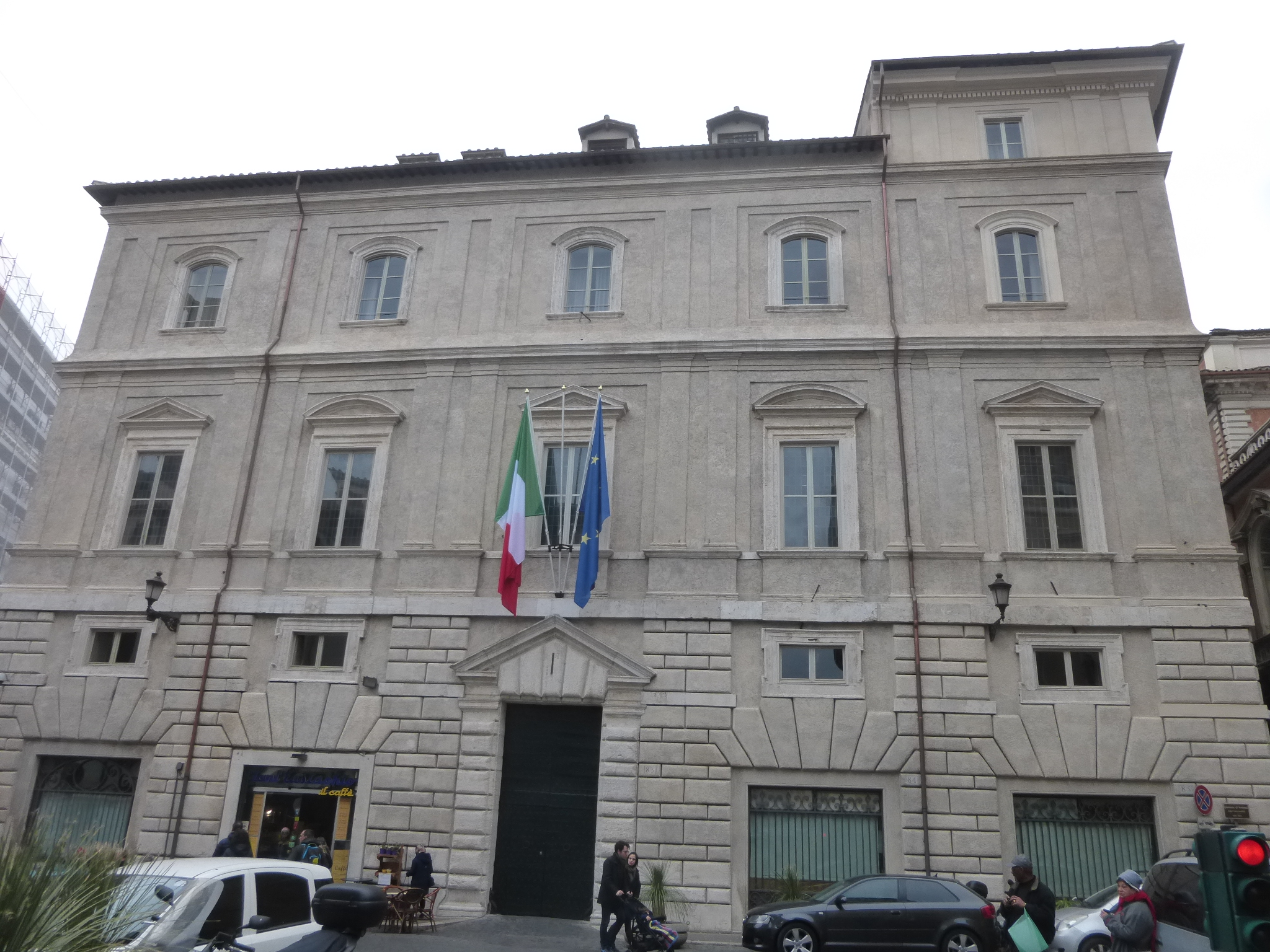
Vista atual do palácio, depois da restauração.

Palazzo Cenci Maccarani di Brazzà, conhecido também como Palazzo Maccarani Stati ou Palazzo Cenci alla Dogana, é um palácio maneirista localizado na Piazza Sant'Eustachio, no rione de mesmo nome de Roma, bem em frente à igreja de Sant'Eustachio.

## História
Segundo Giorgio Vasari em sua "Vite" (1521), o conservador de Roma Cristoforo Stati, membro da antiga família romana dos Stati Tomarozzi, com o dinheiro do dote de sua esposa, Faustina Cenci, encomendou a reestruturação de algumas propriedades familiares no local da moderna Piazza Sant'Eustachio ao seu amigo arquiteto e pinto Giulio Pippi, mais conhecido como Giulio Romano. É possível que ele tenha se inspirado na estrutura do Palazzo Caprini, de Bramante, simplificando-a, mas é mais provável que sua influência mais direta tenha sido o vizinho Palazzo Vidoni Caffarelli, de Rafael. Terminado em poucos anos, entre 1519 e 1524, o palácio, conhecido na época como Palazzo Stati Cenci, é uma das poucas obras de Romano na cidade de Roma. Cristoforo Stati se casou pela segunda vez, com Quintilia Peruzzi Albertoni, em 1543  e faleceu oito anos depois, em 1551.
Cesare Stati, filho de Cristoforo e casado com Lucrezia Capizucchi, herdou o palácio com a morte do pai. Contudo, ele passou por graves dificuldades financeiras em 1561 e acabou obrigado a ceder a residência da família a um parente distante, o monsenhor Cristoforo Cenci, que era membro de um ramo diferente (o ramo de Arenula) na família de sua mãe, por 12 000 escudos. Ele nomeou como seu herdeiro um filho ilegítimo, Francesco Cenci, pai da famosa Beatriz Cenci. 

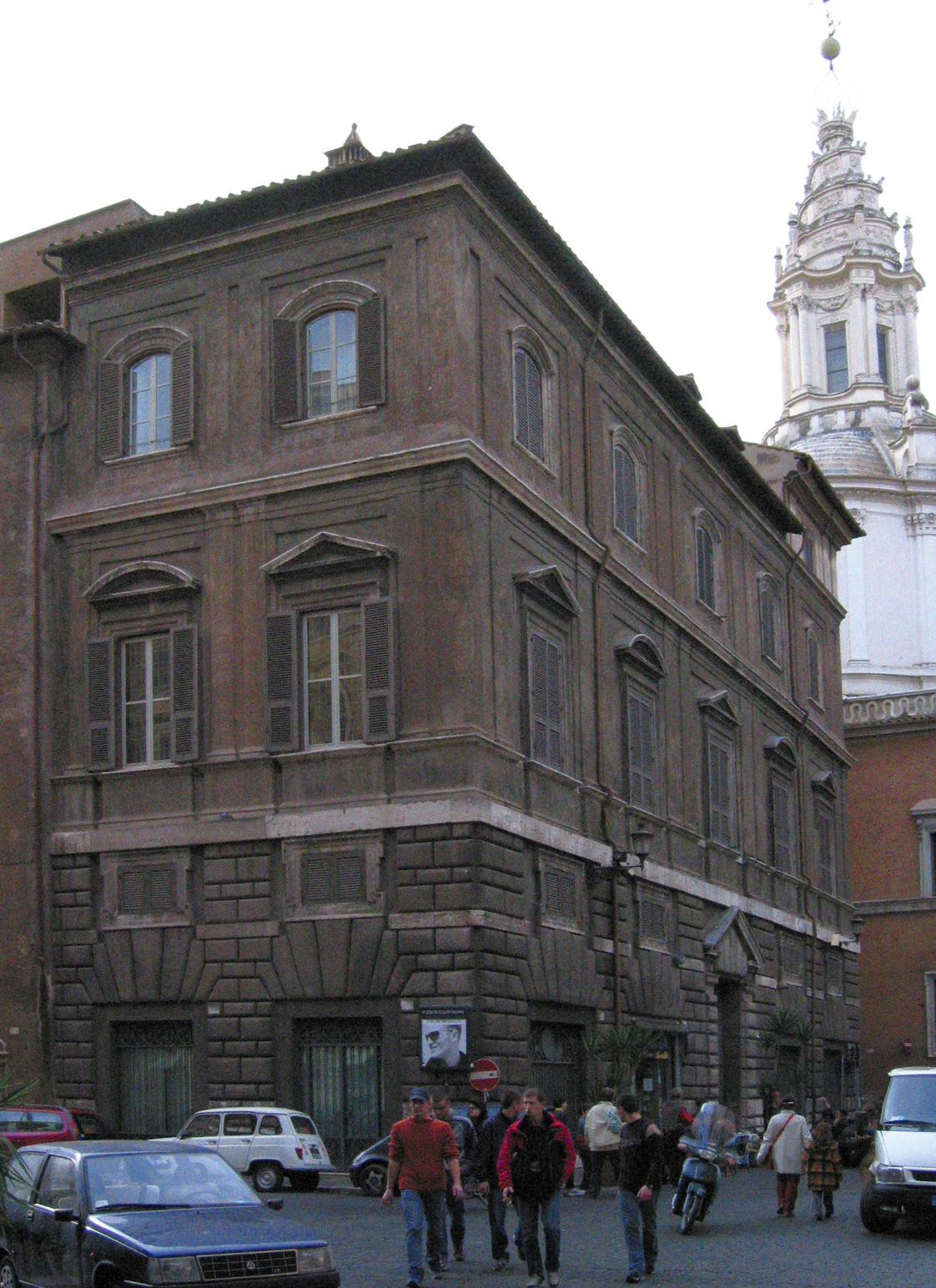
Vista lateral a partir da Piazza Sant'Eustachio. Ao fundo, o domo da igreja de Sant'Ivo alla Sapienza.

O edifício saiu definitivamente do controle da família Cenci depois do assassinato de Francesco, que, viúvo, havia "se casado novamente, em 1593, com Lucrezia Petroni e, em conflito com seus próprios parentes", havia "abandonado Monte Cenci para morar em Sant'Eustachio", por sua filha. Tamanho foi o escândalo que, já em 5 de agosto de 1599, uma ordem do papa Clemente VIII Aldobrandini — o mesmo que autorizou a corte a submeter os Cenci à torturas (nobres só podiam ser torturados com permissão papal) e que solicitou que a sentença fosse executada rapidamente — autorizou "em caso de condenação (ainda que mitigada), o confisco dos bens" da família.
Em 1786, o imóvel passou para a família Maccarani, que era parente dos antigos Cenci. A partir daí, o edifício foi repartido e passou a ser alugado, primeiro a hóspedes privados e depois aos governantes de Roma. No início do século XX, o palácio foi vendido à família dos condes de Brazzà, proprietários de um palácio do século XVI no rione Trevi, o Palazzo Maccarani a Trevi, conhecido também como Palazzo di Brazzà. Finalmente, em 1972, o palácio passou para o domínio do estado e passou a servir, por causa de sua localização, ao Senado da República, sediado no vizinho Palazzo Madama. Os dois palácios estão ligados por uma passagem pedestre subterrânea, durante cuja construção foi descoberta uma parte das antigas Termas de Nero, deixada no local. Atualmente o palácio abriga escritórios dos senadores, de serviço e da administração.
Entre os hóspedes famosos do local estão o cardeal Domenico Toschi (1595-1599) e Ferdinando Taverna (1599-1604), governadores de Roma, e Giacomo della Chiesa, o futuro papa Bento XV (início do século XX).

## Descrição

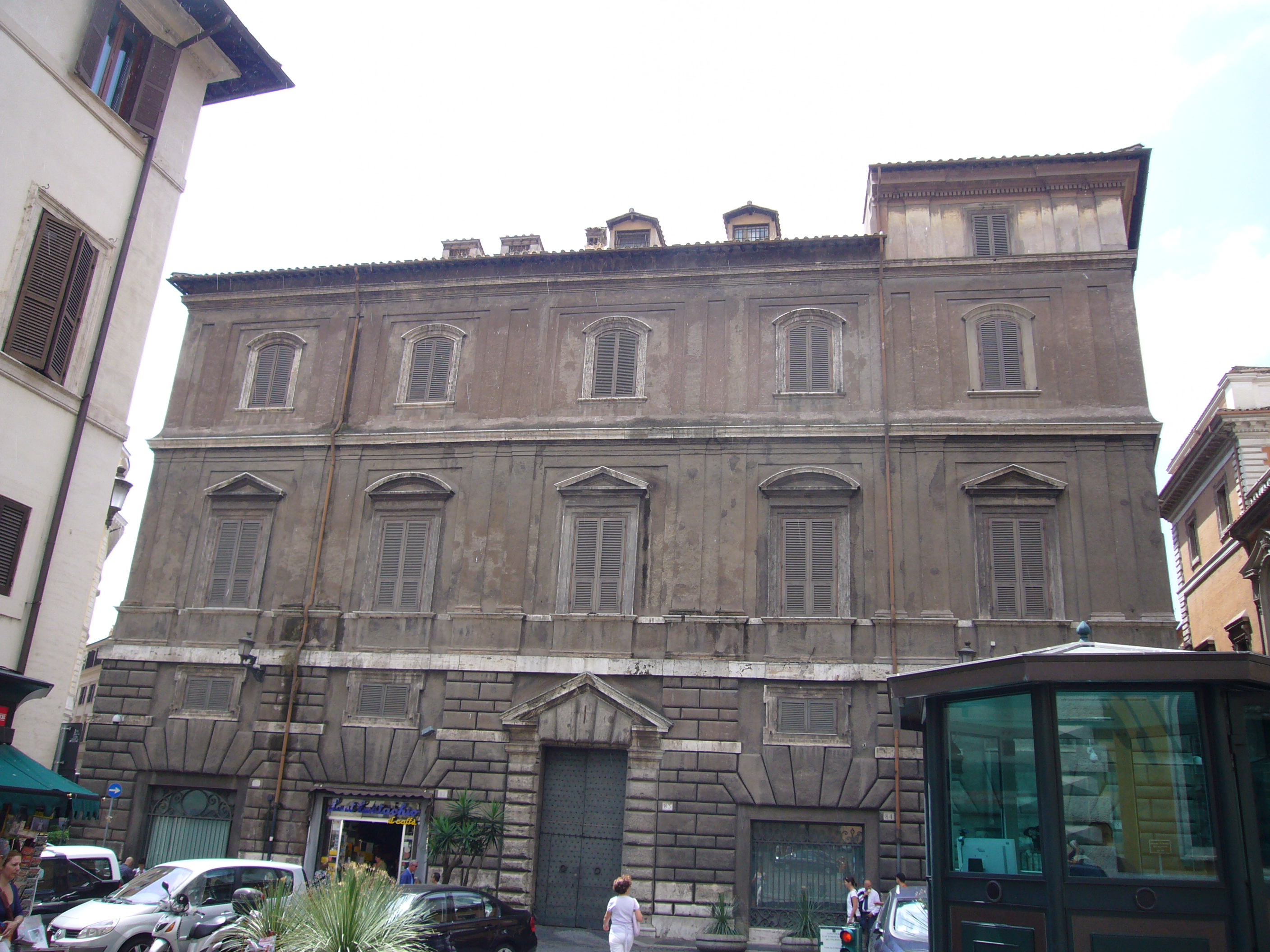
Vista do palácio antes da restauração.

A fachada na Piazza Sant'Eustachio apresenta um piso térreo rusticado no qual se abre um portal com duas lesenas com silhares, que aparecem também no tímpano triangular e nas quatro portas para lojas que o flanqueiam. Acima está um mezzanino com quatro janelas de moldura simples. Tanto estas quando as portas das lojas são alongadas horizontalmente de modo que os silhares gigantes acima destas parecem suspensos entre os blocos, resultando numa sensação de precariedade (aumentada pela pesada cornija marcapiano contínua que repousa sobre os blocos verticais da rusticação), como acontece no Palazzo Massimo alle Colonne, da mesma época. 
No primeiro piso há cinco janelas com tímpanos curvos e triangulares alternando entre si; no segundo piso, por outro lado, as janelas contam apenas com arcos rebaixados. A decoração arquitetônica prossegue da mesma forma nas laterais do edifício, de frente para a Via dei Caprettari e a Via del Teatro Valle. No lado direito da fachada é visível uma estrutura mais elevada parecida com um torre, uma adição do século XIX. Do portal principal se chega a um pátio interno, assimétrico por causa da necessidade de respeitar algumas estruturas mais antigas. O lado da entrada apresenta três arcadas assentadas sobre pilastras com lesenas dóricas e, sobre elas, duas lógias: a do primeiro piso com lesenas jônicas, a do segundo, com colunas coríntias. Os outros lados desta fachada interior para o pátio estão repartidos por lesenas dóricas. No direito está uma pequena fonte com uma coluna.

### Decoração
O palácio foi restaurado pela primeira vez em 1972 e depois novamente em 2001. Depois desta última foram descobertas diversas decorações pictóricas, presumivelmente realizadas depois da construção original. Supõe-se que tenham sido encomendadas entre 1543, data do segundo matrimônio de Cristoforo Stati, e 1551, ano da morte de Stati.
Segundo a historiadora da arte Giuseppina Magnanimi, a decoração deve ser atribuída a Perin del Vaga e ao seu estúdio. Em 1999, o historiador De Jong, baseando sua análise no afresco da Sala Grande, no qual aparecem histórias sobre Júlio César, afirmou que quem teria encomendado a decoração foi Cesare Stati, filho de Cristoforo, o que elimina a possibilidade de o autor ter sido Perin del Vaga, que morreu em 1547; ele propõe Prospero Fontana e Luzio Romano. Esta teoria, contudo, pode ser integrada com a de Magnanimi, que defendia que, para além do programa artístico geral, só era possível atribuir a Perin uns poucos nus e alguns grotescos; ela também propunha os nomes de Luzio e Prospero como responsáveis pela maior parte da decoração. Há afrescos e decorações em madeira no teto em três salas atribuídos também a Giovanni Battista Magni, Il Modanino.
Na sala do piso nobre corre ao longo das paredes um afresco emoldurado por putti e festões chamado "Afresco dos Amantes preferidos dos Deuses". Nele estão representados vários episódios das "Metamorfoses" e dos "Fastos" de Ovídio: "Mercúrio e Aglauro", "As filhas de Cécrope procurando Aglauro", "Hércules e Ônfale", "Minerva e Aracne", "Vênus e Psiquê", "A competição entre os Piérides e as Musas", "Júpiter e Dânae" e finalmente "Marte e Vênus".